# Discovery (компанія)
Discovery, Inc. —  американська медіа компанія з штаб-квартирою у Нью-Йорку. До 2017 р штаб-квартира була у місті Сілвер-Спринг (Меріленд), Меріленд. Компанія була заснована у 1985 році як окремий телеканал Діскавері. Була об'єднана з компанією WarnerMedia для створення Warner Bros. Discovery 8 квітня 2022 р.

## Канали Discovery в Україні
Станом на 2020 рік телеканали групи Discovery Inc. не локалізували жодного зі своїх телеканалів для України аби в них була присутня україномовна аудіо-доріжка і всі телеканали групи Discovery Inc. поширюються в Україні з російськомовною аудіо-доріжкою. З січня 2020 року питаннями дистрибуції телеканалів холдингової групи Discovery Inc. займається болгаромовний менеджер холдингу з офісу у Болгарії Катерина Михайлович (болг. Ekaterina Mihajlovic), яка перенаправляє українських провайдерів до російськомовного менеджера холдингу з офісу у Румунії, який надає українським провайдерам російськомовні версії телеканалів групи Discovery Inc.
Офіційним провайдером доставки російськомовної версії традиційних телеканалів групи Discovery Inc. в Україні є oll.tv (з лютого 2021 року; oll.tv - це підрозділ українського телевізійного холдингу Media Group Ukraine, яка в свою чергу належить українській корпорації SCM Group що належить українському бізнесмену Рінату Ахмєтову), lanet (з січня 2018 року) та Viasat Україна (з січня 2018 року; Viasat Україна - це підрозділ українського телевізійного холдингу 1+1 media що належить українському олігарху Ігорю Коломойському).
Офіційним провайдером доставки російськомовної версії VOD-контенту групи Discovery Inc. з нещодавно створеного VOD-сервісу Discovery+ в Україні з листопада 2020 року є megogo .
До 2017 року діяв сайт discoverychannel.ua; з 2017 року сайт почав перенаправляти відвідувачів на facebook-сторінку fb.com/DiscoveryChannelUkraine.